# Монтауро
Монтауро (італ. Montauro, сиц. Mantravu) — муніципалітет в Італії, у регіоні Калабрія,  провінція Катандзаро.
Монтауро розташоване на відстані близько 490 км на південний схід від Рима, 19 км на південний захід від Катандзаро.
Населення — 1729 осіб (2014).
Щорічний фестиваль відбувається 27 липня, 5 лютого. Покровитель — святий Пантелеймон.

## Демографія
Населення за роками:

Станом на 1 січня 2023 року в муніципалітеті офіційно проживало 88 іноземців з 20 країн, серед них 25 громадян країн Євросоюзу.

## Сусідні муніципалітети
- Гасперина
- Монтепаоне
- Палерміті
- Скуїллаче
- Сталетті